# Wonsu
Wonsu é a mais alta patente militar das forças armadas da Coreia do Norte e da Coreia do Sul.

## Coreia do Norte

Insígnia do wonsu (marechal) norte-coreano.

Wonsu é uma patente das Forças Terrestres da Coreia do Norte, equivalente a marechal em outros exércitos.
Enquanto foi o comandante supremo das Forças Armadas norte-coreanas, Kim Il Sung tornou-se o primeiro marechal do país por decisão da Assembleia Popular Suprema, o parlamento unicameral da Coreia do Norte, em 4 de fevereiro de 1953. Fotografias da época evidenciam que as platinas do ombro eram as mesmas utilizadas atualmente pelos detentores da patente de vice-marechal (chasu) (o brasão de armas da Coreia do Norte sobreposto a uma grande estrela).
A patente de vice-marechal (chasu) é única: existe somente no sistema norte-coreano de patentes militares. Essa patente foi conferida pela primeira vez em fevereiro de 1953 a Choe Yong Gon. Uma mudança ocorreu no sistema de patentes norte-coreano em 1992 com a criação da patente de taewonsu ou grão-marechal (denominação oficial: grão-marechal da República Democrática Popular da Coreia) para Kim Il Sung. Nessa época, a patente de marechal foi dividida: a patente de "marechal da República Democrática Popular da Coreia foi concedida ao filho de Kim Il Sung, Kim Jong-il, e a mesma patente, com o título de "marechal do Exército Popular da Coreia" foi conferida a O Jin U. Em 1995, dois outros oficiais receberam a patente de marechal do Exército Popular da Coreia: Choe Kwang e Ri Ul Sol.
Assim, em 1992 outros oito generais foram promovidos a vice-marechais, o que fez que naquela época na Coreia do Norte houvesse um grão-marechal, um marechal da República Democrática Popular da Coreia, um marechal do Exército da Coreia e oito vice-marechais.

## Coreia do Sul

A insígnia do wonsu (marechal) sul-coreano.

Wonsu, denominada em inglês como "general do Exército da República da Coreia" ou "Almirante da República da Coreia" é a patente militar mais alta das Forças Armadas da República da Coreia, sendo o equivalente combinado das patentes de marechal, almirante e marechal-do-ar das Forças Armadas de outras nações. A patente é superior à de de daejang (general). Wonsu existe apenas em teoria e até o momento jamais foi concedida a nenhum oficial das Forças Armadas da Coreia do Sul. De acordo com a lei que define as patentes sul-coreanas, o marechalato é concedido aos generais com realizações de destaque.
A insígnia sul-coreana para wonsu foi profundamente influenciada pelas patentes das Forças Armadas dos Estados Unidos, que utilizam cinco estrelas, arranjadas em formato de pentágono para General do Exército, forma muito similar à utilizada nas Forças Armadas da Coreia do Sul para oficiais do Exército e da Força Aérea sul-coreanas. No caso da Marinha da Coreia do Sul, os oficiais promovidos recebem patente de desenho idêntico à de Almirante-de-frota (Fleet Admiral) da Marinha dos Estados Unidos.

## Significado
Coincidentemente, wonsu é também a palavra que designa "inimigo mortal" (怨讐). As duas palavras possuem etimologias e hanja diferentes, mas na Coreia do Sul são homófonas e dessa forma escritas de forma idêntica em hangul. Na Coreia do Norte, o governo resolveu a questão alterando a palavra que designa "inimigo" para "wonssu" (원쑤).